# (95951) Ernestopalomba
(95951) Ernestopalomba est un astéroïde de la ceinture principale.

## Description
(95951) Ernestopalomba est un astéroïde de la ceinture principale. Il fut découvert le 18 août 2003 à Campo Imperatore par Fabrizio Bernardi. Il présente une orbite caractérisée par un demi-grand axe de 3,15 UA, une excentricité de 0,11 et une inclinaison de 16,8° par rapport à l'écliptique.
Il est nommé d'après l'astronome italien Ernesto Palomba.